# Cultura Sabatinovka
Cultura Sabatinovka este o cultură arheologică situată în regiunea nordică a Mării Negre, a fost numită după satul Sabatinovka, situat în vecinătatea satului Savran, unde au fost descoperite așezări din epoca târzie a bronzului (XVIII-XII î.Hr., conform altor estimări, XVI. -XII  secole î.Hr.).

## Istorie
Cultura Sabatinovka se caracterizează printr-un nivel înalt de prelucrare a metalelor; în turnătorii, armele, uneltele și bijuterii erau fabricate din bronz de staniu. Economia s-a bazat pe creșterea vitelor și agricultura. Purtătorii de cultură au întreținut legături extinse cu vecinii lor, în special cu populația înrudită a regiunii Nistru (cultura Noua) și a Dunării de Jos (cultura Coslogeni).
Pentru prima dată, termenul „Cultura Sabatinovka” a fost propus de N. Pogrebova în 1960, mai târziu - de V. D. Rybalova și I. N. Sharafutdinova. Conținutul acestei culturi nu a fost încă pe deplin elucidat din cauza numărului insuficient de publicații ale monumentelor din zona sa principală, regiunea Bugului de Sud.
Se crede că proto-tracii au fost purtătorii culturii Sabatinovka, care au fost înlocuiți de triburile culturii Belozerka    . Legăturile dintre culturile Sabatinovka și Srubnaya rămân discutabile, care sunt uneori considerate formațiuni sincrone care s-au format pe diferite fundații.
Există o versiune conform căreia sabatinii au luat parte la înfrângerea Greciei miceniene  .